# NGC 2683
NGC 2683 es una galaxia espiral que se encuentra a unos 25 millones de años luz de distancia en dirección a la constelación del Lince, en el límite con Cáncer. Su magnitud aparente es 10,6. Informalmente se la ha llamado Galaxia UFO (siglas en inglés de unidentified flying object, OVNI) debido a su parecido con un platillo volante.
Con telescopios medianos aparece como una línea de luz tenue, ya que se encuentra casi de lado desde nuestra perspectiva. Con mayor resolución se observa en el centro un núcleo amarillento donde predominan estrellas viejas. Se aleja de nosotros a una velocidad de 410 km/s.
Si bien tradicionalmente se la considera cómo una galaxia normal, una investigación reciente muestra que en realidad es posiblemente una galaxia espiral barrada, con una barra muy difícil de apreciar debido a su gran inclinación. 
Es una galaxia muy pobre en hidrógeno, tanto en hidrógeno neutro cómo en hidrógeno molecular, y dada su baja luminosidad en el infrarrojo con una muy baja tasa de formación estelar,
NGC 2683 tiene alrededor de 300 cúmulos globulares -el doble que nuestra galaxia- y es el miembro más brillante del grupo de galaxias de su nombre.
Fue descubierta el 5 de febrero de 1788 por William Herschel.

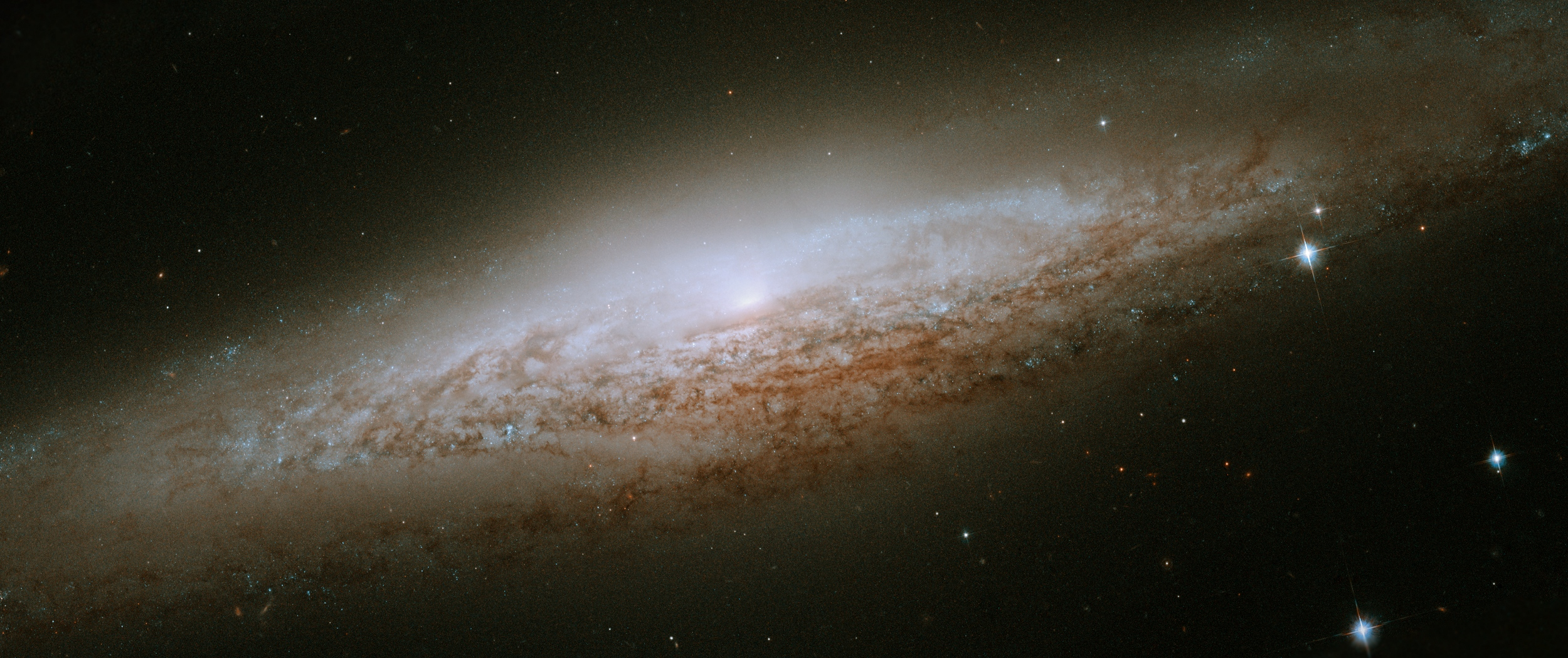
NGC 2683 observada por el Telescopio Espacial Hubble

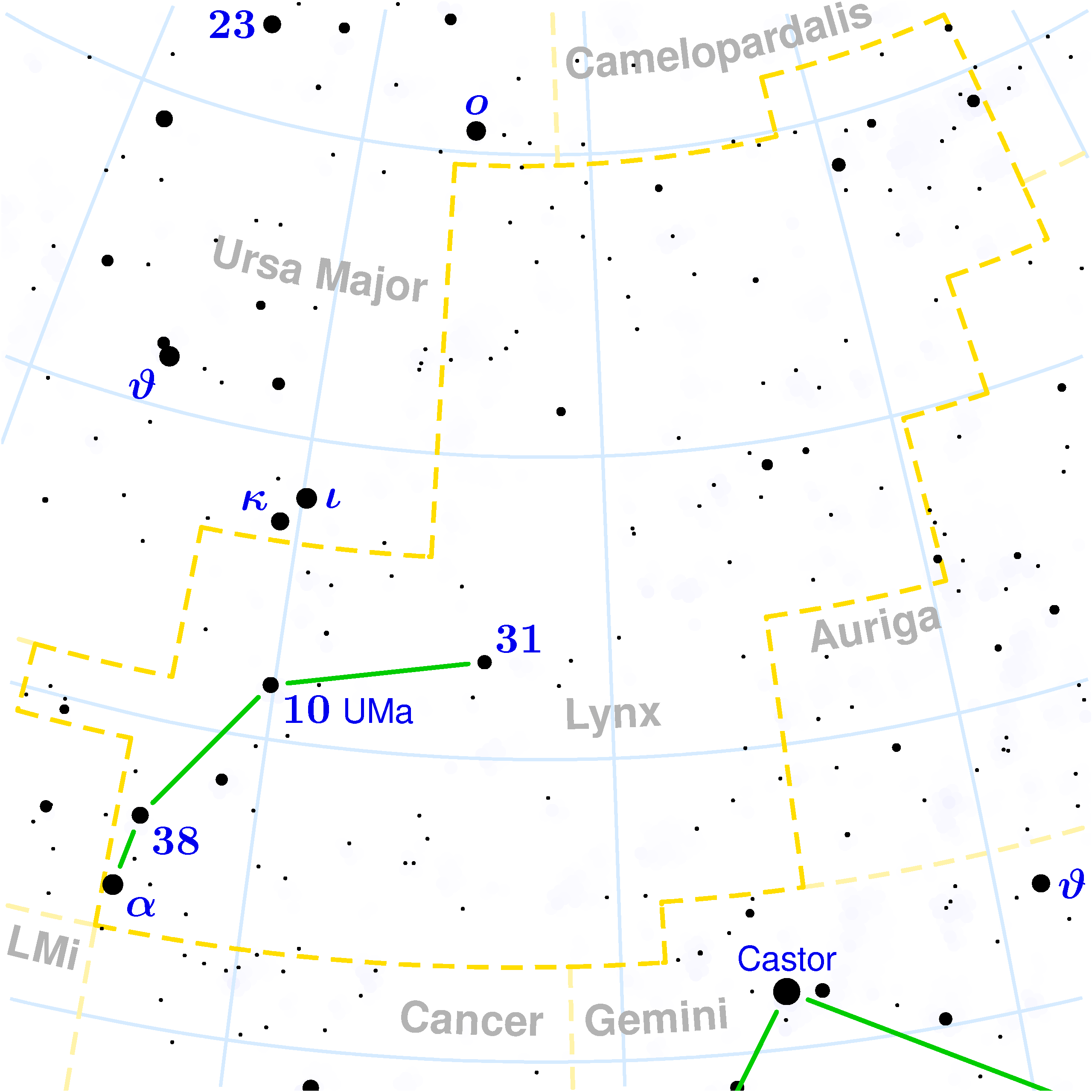